# Lasioglossum arabs
Lasioglossum arabs is een vliesvleugelig insect uit de familie Halictidae. De wetenschappelijke naam van de soort is voor het eerst geldig gepubliceerd in 1907 door Pérez.